# Giovanni Cao
Giovanni Cao (Cagliari, 28 luglio 1893 – Roma, 27 febbraio 1981) è stato un politico e avvocato italiano.

## Biografia
Conte, esercitò la professione di avvocato. Militante nel Partito Nazionale Fascista, fu deputato alla Camera per quattro legislature (XXVII, XXVIII, XXIX, XXX) e dal luglio 1928 al luglio 1932 sottosegretario al Ministero delle comunicazioni del governo Mussolini. Dal 10 luglio 1934 all'8 gennaio 1935 fu podestà di Cagliari.